# Echipa națională de fotbal a Barbadosului
Echipa națională de fotbal a Barbadosului reprezintă statul Barbados în fotbalul internațional. Echipa nu s-a calificat la nici un turneu final.

## Calificări

### Campionatul mondial
- 1930 până în 1974 - nu a participat, a făcut parte din Imperiul Britanic
- 1978 - nu s-a calificat
- 1982 - nu a participat
- 1986 - s-a retras
- 1990 - nu a participat
- 1994 până în 2010 - nu s-a calificat

### Cupa de Aur
- 1963 până în 1973 - nu a participat
- 1977 - nu s-a calificat
- 1981 - s-a retras
- 1985 până în 1989 - nu a participat
- 1991 - nu a participat
- 1992 până în 2010 - nu s-a calificat

## Antrenori
- Keith Griffith
- Sherlock Yarde
- Mark Doherty
- Daniel Reid
- Horace Beckles (2000)
- Kenville Layne (2004)
- Eyre Sealy (2008-)